# Japan Airlines
Japan Airlines (Japans: 日本航空 Nihon Kōkū, JAL) is een Japanse nationale luchtvaartmaatschappij. Het bedrijf heeft twee dochterbedrijven, namelijk Japan Airlines International, dat een groot internationaal netwerk bedient rondom de luchthaven Narita bij Tokio, en Japan Airlines Domestic, dat zijn basis heeft in het eigenlijke Tokyo International Airport in Tokio. Beide maatschappijen functioneren echter als één geheel.
De grootste concurrent van de maatschappij is All Nippon Airways.
JAL is ook eigenaar van acht andere luchtvaartmaatschappijen, namelijk: Harlequin Air, Hokkaido Air System, JAL Express, JALWays, J-Air, Japan Air Commuter, Japan Asia Airways en Japan Transocean Air.

## Geschiedenis

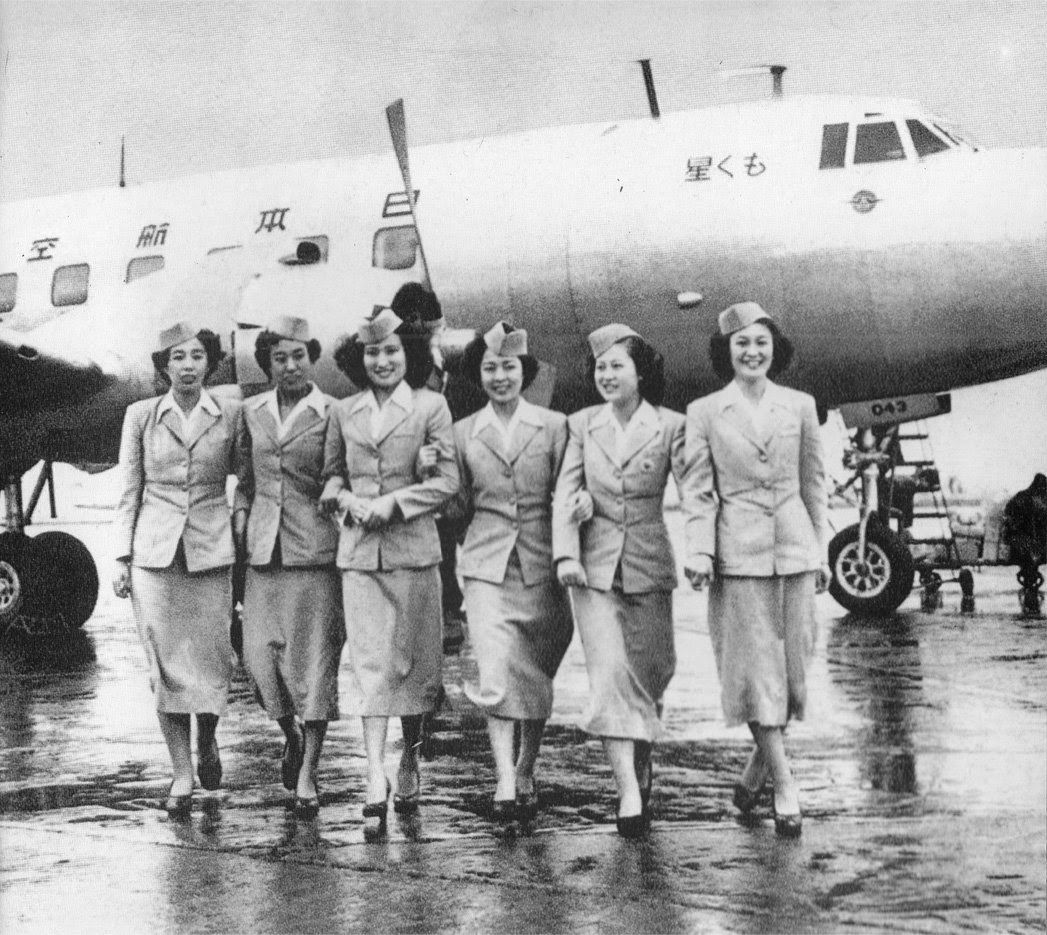
Japan Airlines Martin 2-0-2 in 1951, een van de eerste vliegtuigen van de maatschappij

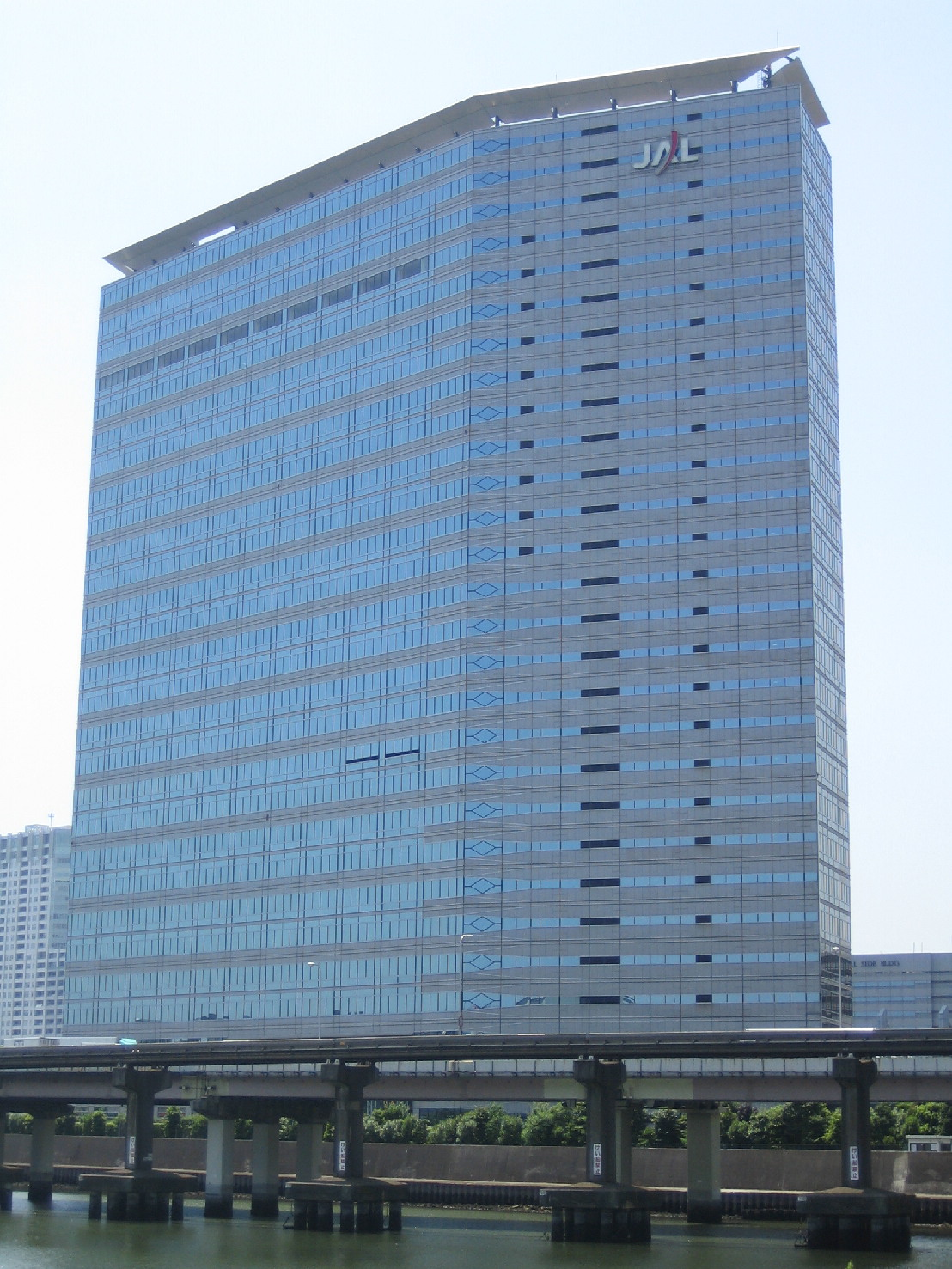
Hoofdkantoor van JAL

Japan Airlines werd opgericht in augustus 1951 met hulp van Northwest & Transocean als opvolger van de vooroorlogse Dai Nihon Koku. Aanvankelijk werden de binnenlandse vluchten uitgevoerd door Northwest Airlines, maar in 1952 begon het zelf naar binnenlandse bestemmingen te vliegen. De Japanse overheid werd in 1953 de enige aandeelhouder van Japan Airlines. In 1954 werd gestart met internationale lijnvluchten, wat in een stroomversnelling kwam in de jaren zestig van de twintigste eeuw. In het daaropvolgende decennium bestelde Japan Airlines een groot aantal Boeing 747-toestellen die op binnenlandse bestemmingen werden ingezet. In 1985 werden door de overheid bepaalde marktregelingen ingetrokken, de concurrentie op zowel de binnenlandse markt als voor internationale bestemmingen nam sterk toe. In november 1987 werd Japan Airlines volledig geprivatiseerd.
Bij een reorganisatie in 1989 werd Japan Airlines na een fusie met Japan Air System een dochter van Japan Airlines System Corporation en in 2004 werd de officiële bedrijfsnaam gewijzigd in Japan Airlines International.

### Faillissement
In de jaren negentig raakte Japan Airlines in de problemen. De Japanse economie kreeg zware klappen, de Eerste Golfoorlog leidde tot minder passagiers op internationale vluchten en de brandstofprijzen stegen sterk. De inkomsten stonden onder druk, maar het management nam onvoldoende actie om de kosten te beperken.
In 2007 werd Japan Airlines lid van Oneworld, een alliantie van samenwerkende luchtvaartmaatschappijen. Japan Airlines was de laatste grote luchtvaartmaatschappij dat zich aansloot bij een alliantie. Het werd de op twee na grootste maatschappij dat lid was van de Oneworld, na American Airlines en British Airways.
In 2009 geraakte Japan Airlines in grote financiële problemen, daarom werd in september onder andere toenadering gezocht tot Delta Air Lines en Air France-KLM, welke niet tot dezelfde luchtvaartalliantie behoorden. Rond de jaarwisseling van 2009 op 2010 werd bekend dat JAL een schuld had van ruim € 11 miljard. Op 19 januari 2010 werd het faillissement aangevraagd.

### Herstart
JAL kwam in een Japans faillissementsprogramma; het Enterprise Turnaround Initiative Corporation of Japan (ETIC) nam het bestuur van de luchtvaartmaatschappij over met het doel het bedrijf verder te laten gaan in afgeslankte vorm. Op 28 april 2010 werd bekendgemaakt dat met ingang van 30 september 2010 diverse internationale routes zullen worden geschrapt, waaronder de route Amsterdam-Tokio. Daarnaast zullen ook de bijbehorende kantoren worden gesloten. In de periode van 2009 tot 2012 daalde het aantal vliegtuigen met 23% van 279 stuks naar 215, het aantal bestemmingen met 30% en het aantal werknemers met zelfs 36%, van 50.000 naar circa 32.000. Alle 50 Boeing 747's zijn afgestoten en worden vervangen door de veel zuinigere Boeing 787. De harde maatregelen hebben het bedrijf zeer winstgevend gemaakt en de Japanse regering heeft medio 2012 besloten het bedrijf weer terug naar de beurs te brengen.

## Resultaten
In de figuur hieronder een overzicht van de belangrijkste resultaten van de groep. De financiële gegevens over de boekjaren 2010 en 2011 ontbreken vanwege het faillissement. Het boekjaar loopt van 1 april tot en met 31 maart, het jaar 2025 heeft betrekking op de periode van 1 april 2024 tot en met 31 maart 2025.
In 2021 daalde het aantal vervoerde passagiers met 65% als een gevolg van de coronapandemie met grote verliezen tot gevolg. In november 2020 heeft JAL 100 miljoen nieuwe aandelen uitgegeven en haalde daarmee zo'n 168 miljard yen (ca. US$ 1,6 miljard) op om de negatieve financiële effecten van de pandemie op te vangen.
| Boekjaar | Omzet       | Bedrijfs- resultaat | Netto- resultaat | Passagiers (× miljoen) | Vliegtuigen |
| Boekjaar | (× miljard) | (× miljard)         | (× miljard)      | Passagiers (× miljoen) | Vliegtuigen |
| -------- | ----------- | ------------------- | ---------------- | ---------------------- | ----------- |
| 2006     | ¥ 2200      | ¥ −27               | ¥ −47            | 58,0                   | n.b.        |
| 2007     | ¥ 2302      | ¥ 23                | ¥ −16            | 57,5                   | n.b.        |
| 2008     | ¥ 2230      | ¥ 90                | ¥ 17             | 55,3                   | 275         |
| 2009     | ¥ 1951      | ¥ −51               | ¥ −63            | 52,9                   | 279         |
| 2010     | n.b.        | n.b.                | n.b.             | 48,0                   | 278         |
| 2011     | n.b.        | n.b.                | n.b.             | 41,9                   | 227         |
| 2012     | ¥ 1204      | ¥ 205               | ¥ 187            | 35,8                   | 215         |
| 2013     | ¥ 1239      | ¥ 195               | ¥ 172            | 37,5                   | 216         |
| 2014     | ¥ 1309      | ¥ 167               | ¥ 166            | 38,9                   | 222         |
| 2015     | ¥ 1345      | ¥ 180               | ¥ −149           | 39,4                   | 224         |
| 2016     | ¥ 1337      | ¥ 209               | ¥ 174            | 40,2                   | 226         |
| 2017     | ¥ 1289      | ¥ 170               | ¥ 164            | 41,0                   | 230         |
| 2018     | ¥ 1383      | ¥ 175               | ¥ 135            | 42,6                   | 231         |
| 2019     | ¥ 1487      | ¥ 176               | ¥ 151            | 45,0                   | 235         |
| 2020     | ¥ 1411      | ¥ 101               | ¥ 53             | 42,1                   | 241         |
| 2021     | ¥ 481       | ¥ −390              | ¥ −287           | 12,6                   | 237         |
| 2022     | ¥ 683       | ¥ −239              | ¥ −178           | 17,1                   | 239         |
| 2023     | ¥ 1376      | ¥ 65                | ¥ 34             | 34,5                   | 224         |
| 2024     | ¥ 1652      | ¥ 145               | ¥ 96             | 41,7                   | 227         |
| 2025     | ¥ 1844      | ¥ 172               | ¥ 107            | 43,7                   | 232         |

## Vloot
De vloot van Japan Airlines International bestond op 1 september 2019 uit:
| Type                    | Aantal | Orders | Passagiers       | Passagiers       | Passagiers       | Passagiers       | Passagiers       | Notities                     |
| Type                    | Aantal | Orders | F                | J                | W                | Y                | Totaal           | Notities                     |
| ----------------------- | ------ | ------ | ---------------- | ---------------- | ---------------- | ---------------- | ---------------- | ---------------------------- |
| Airbus A350-900         | 2      | 16     | 12               | 94               | —                | 263              | 369              |                              |
| Airbus A350-1000        | —      | 13     | Niet beschikbaar | Niet beschikbaar | Niet beschikbaar | Niet beschikbaar | Niet beschikbaar |                              |
| Boeing 737-800          | 50     | —      | —                | 20               | —                | 145              | 165              |                              |
| Boeing 737-800          | 50     | —      | —                | 12               | —                | 132              | 144              |                              |
| Boeing 767-300          | 6      | —      | —                | 42               | —                | 219              | 261              |                              |
| Boeing 767-300ER        | 29     | —      | 5                | 42               | —                | 205              | 252              |                              |
| Boeing 767-300ER        | 29     | —      | —                | 42               | —                | 219              | 261              |                              |
| Boeing 767-300ER        | 29     | —      | —                | 30               | —                | 207              | 237              |                              |
| Boeing 767-300ER        | 29     | —      | —                | 30               | —                | 197              | 227              |                              |
| Boeing 767-300ER        | 29     | —      | —                | 24               | —                | 175              | 199              |                              |
| Boeing 777-200          | 12     | —      | 14               | 82               | —                | 279              | 375              |                              |
| Boeing 777-200ER        | 11     | —      | —                | 42               | 40               | 154              | 236              |                              |
| Boeing 777-200ER        | 11     | —      | —                | 26               | —                | 286              | 312              |                              |
| Boeing 777-200ER        | 11     | —      | —                | 56               | 40               | 149              | 245              |                              |
| Boeing 777-300          | 4      | —      | —                | 78               | —                | 422              | 500              |                              |
| Boeing 777-300ER        | 13     | —      | 8                | 49               | 40               | 147              | 244              |                              |
| Boeing 787-8            | 25     | 4      | —                | 38               | 35               | 88               | 161              |                              |
| Boeing 787-8            | 25     | 4      | —                | 30               | —                | 156              | 186              |                              |
| Boeing 787-8            | 25     | 4      | —                | 30               | —                | 176              | 206              |                              |
| Boeing 787-8            | 25     | 4      | 6                | 58               | —                | 227              | 291              |                              |
| Boeing 787-9            | 17     | 3      | —                | 44               | 35               | 116              | 195              |                              |
| Boeing 787-9            | 17     | 3      | —                | 52               | 35               | 116              | 203              |                              |
| Boeing 787-9            | 17     | 3      | —                | 28               | 21               | 190              | 239              |                              |
| Mitsubishi SpaceJet M90 | —      | 32     | Niet beschikbaar | Niet beschikbaar | Niet beschikbaar | Niet beschikbaar | Niet beschikbaar | Leveringen starten mid-2020s |
| Totaal                  | 169    | 69     |                  |                  |                  |                  |                  |                              |

In oktober 2013 plaatste JAL bij Airbus een order voor 31 vliegtuigen uit de A350-klasse. De order heeft een cataloguswaarde van circa 7 miljard euro. JAL heeft verder een optie genomen op nog eens 25 vliegtuigen. JAL gebruikt tot dusver alleen Boeing vliegtuigen voor lange afstand vluchten. De eerste Airbustoestellen komen in 2019 in dienst en de laatste zullen in 2024 of 2025 worden geleverd.

## Ongelukken en incidenten
- Japan Airlines-vlucht 351: Op 30 maart 1970 werd de Boeing 727 gekaapt door negen leden van de groepering die zich later het Japanse Rode Leger zou noemen. Het was een van de eerste aanslagen gepleegd door deze groep.
- Japan Airlines-vlucht 123: Op 12 augustus 1985 botste de Boeing 747-100-SR tegen de berg Takamagahara, in de prefectuur Gunma, circa 100 km van Tokio.
- Japan Airlines-vlucht JL516: Op 2 januari 2024 kwam een Airbus A350 bij landing in botsing met een Dash 8 op Luchthaven Haneda. Alle 379 inzittenden van de Japan Airlines-vlucht overleefden de crash.[17]